# Ототоксичность
Ототоксичность — свойство вещества при попадании в организм в чрезмерном количестве нарушать функционирование органа слуха, повреждать улитку, слуховой нерв, и вестибулярный аппарат. Ототоксичными свойствами обладают разные вредные вещества, используемые в промышленности; и некоторые из лекарственных препаратов. Негативные последствия их действия могут быть временными и обратимыми, и постоянными необратимыми. Об ототоксичности некоторых веществ известно с 19 века.

Орган слуха человека

Негативное влияние промышленных ототоксичных веществ часто проявляется при сочетании их воздействия на работников с воздействием шума, усиливая последнее. В принципе, воздействие ряда веществ может привести к ухудшению слуха даже тогда, когда уровень шума не представляет опасности (ниже предельно допустимого уровня, ПДУ).
Отоксичны некоторые лекарства: антибиотики (например гентамицин, стрептомицин, тобрамицин), диуретики (фуросемид), химиотерапевтические средства на основе платины (цисплатин и карбоплатин). Ототоксичны и некоторые нестероидные противовоспалительные препараты. Их использование может привести к тугоухости, нарушению равновесия. Но, несмотря на риск, их продолжают применять для лечения опасных заболеваний.
| Пример роста риска из-за растворителей | Пример роста риска из-за растворителей     | Пример роста риска из-за растворителей | Пример роста риска из-за растворителей | Пример роста риска из-за растворителей | Пример роста риска из-за растворителей | Пример роста риска из-за растворителей        | Пример роста риска из-за растворителей        |
| Цех | средний возраст рабочих в 1958-59 гг., лет | число рабочих                          | Значительно ухудшился слух             | Значительно ухудшился слух             | средний уровень шума, дБА              | доля рабочих, использовавших СИЗ органа слуха | доля рабочих, использовавших СИЗ органа слуха |
| Цех | средний возраст рабочих в 1958-59 гг., лет | число рабочих                          | количество                             | доля                                   | средний уровень шума, дБА              | в 1958-59 гг.                                 | в 1979 г.                                     |
| --- | ------------------------------------------ | -------------------------------------- | -------------------------------------- | -------------------------------------- | -------------------------------------- | --------------------------------------------- | --------------------------------------------- |
| Лесопилка | 33                                         | 41                                     | 2                                      | 5%                                     | 99                                     | 12                                            | 46                                            |
| Производство древесной массы | 33                                         | 123                                    | 10                                     | 8%                                     | 94                                     | 2                                             | 23                                            |
| "Химический" участок | 32                                         | 47                                     | 11                                     | 23%                                    | 85                                     | 2                                             | 21                                            |
| В исследовании участвовало 319 работников деревоперерабатывающей компании, которые непрерывно работали 20 лет, у всех проверяли слух, начиная с 1958 или 1959 года. На "химическом" участке работники дополнительно подвергались воздействию растворителей. Текучесть рабочей силы была очень низкой, и эффект здорового рабочего исключался. |                                            |                                        |                                        |                                        |                                        |                                               |                                               |

## Симптомы
Симптомами ототоксичного действия веществ являются утрата слуха (частичная или полная), звон в ушах, и головокружение.
Ототоксичность обычно возникает при отравлении внутреннего уха веществами, повреждающими улитку, вестибулярный аппарат, полукружные каналы или слуховой/вестибулокохлеарный нерв. Повреждение ототоксичными веществами улитки может привести к повышению порогов восприятия звуков высоких частот, или к полной глухоте, или какое-то среднее состояние. Такое ухудшение может быть симметричным (заболевание обоих ушей), или асимметричным (один орган слуха повреждён больше другого). Повреждение может происходить за разные периоды времени, и может быть обратимым или необратимым.
Вестибулярный аппарат и полукружные каналы во внутреннем ухе обеспечивают мозг информацией о угловой скорости и угловом ускорении, и положение головы и тела в пространстве. При повреждении этих органов ототоксичными веществами ухудшение слуха отсутствует, но у работника возникает головокружение, он теряет ориентацию. Ему трудно ходить при плохом освещении, удерживать равновесие, появляется иллюзия движения неподвижных объектов (осциллопсия). Отравление вестибулярного аппарата и полукружных каналов лишает мозг достоверной информации о положении и движении головы и тела.
Повреждение этих органов может сопровождаться воздействием на глаза. У отравленного человека могут возникать непроизвольные колебательные движения глаз (нистагм), и иллюзия движения неподвижных предметов (осциллопсия). Это мешает получению зрительной информации. Организм пытается компенсировать нехватку информации о положении движении тела за счёт зрительной информации; и пострадавший ощущает головокружение, «дурноту».
Повреждение преддверно-улиткового нерва ототоксичными веществами происходит редко. Но оно обычно необратимо. Симптомы его повреждения схожи с симптомами при отравлении улики и вестибулярного аппарата: звон в ушах, проблемы при ходьбе, утрата слуха, нарушение равновесия и дезориентация.

## Ототоксичные вещества

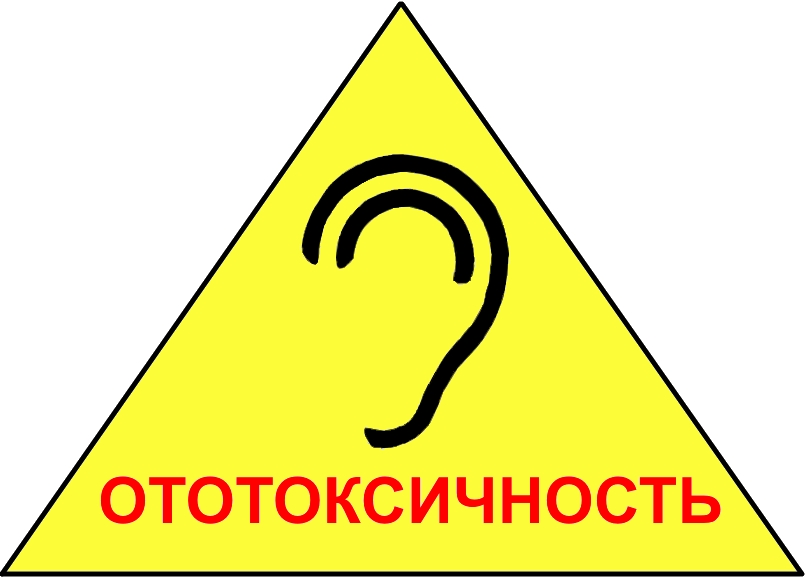

### Вредные вещества в промышленности
Часто бывает, что работники подвергаются сочетанному воздействию вредных производственных факторов. Их совместное воздействие на организм может усилить негативные последствия для здоровья. Это справедливо не только к воздействию сочетания разных химических веществ, но иногда и к сочетанию воздействия токсикантов и вредных физических производственных факторов. Например, вредное влияние ототоксичных веществ может усиливаться шумом, и наоборот.
По данным Европейского агентства по охране и гигиене труда, эксперименты на крысах показали, что сочетанное воздействие шума и растворителей взаимно усиливает негативное влияние на слух. Достаточно достоверно выявлено негативное влияние на слух следующих растворителей:
1. Толуол, этилбензол, н-пропилбензол;
2. Стирол и метилстирол;
3. Трихлорэтилен;
4. p-Ксилол;
5. н-Гексан;
6. Сероуглерод.

Повышенный риск утраты слуха создаёт воздействие промышленных токсикантов: растворителей, тяжёлых металлов, ртути, свинца, пестицидов. Если на организм воздействует смесь ототоксичных веществ, опасность для здоровья возрастает. Воздействие импульсного шума также повышает риск.
Для сохранения здоровья необходимо снижать концентрации вредных веществ и уровень шума до безопасных величин. В США в 2018 г. Национальный институт охраны труда (Минздрав) совместно с Департаментом условий и охраны труда (Минтруд) опубликовали информационный бюллетень, посвящённый опасности воздействия ототоксичных веществ и профилактике ухудшения здоровья.
По данным, влияние ототоксичных веществ именно на слух (помимо органа равновесия и слухового нерва) может проявляться, например, в следующем:
- нарушении восприятия звуков;
- ухудшение способности различать звуки разной, но близкой частоты;
- ухудшение способности определять интервалы времени между звуками;
- утрата способности определять направление на источник звука.

Для многих веществ нет никакой информации об их ототоксичности. По мнению специалистов, косвенным признаком, показывающим возможную ототоксичность вещества, являются его свойства: из известных ототоксичных веществ, большинство нейротоксичны, и (или) нефротоксичны. Поэтому можно использовать известную информацию о нейротоксичности и нефротоксичности какого-то вещества для приближённой оценки возможности его ототоксичного действия.
Также опубликованы работы Европейского агентства по охране труда и специалистов из скандинавских стран.
В целом информации об ототоксичном действии химических веществ на организм человека очень мало. Это связано с тем, что на практике работники обычно подвергаются воздействию смеси веществ, их концентрация не всегда точно известна, и выявить вклад отдельных веществ в увеличение риска утраты слуха невозможно. Поэтому большое значение имеет изучение ототоксичности в экспериментах на животных.

#### Изучение промышленных ототоксичных веществ
В отличие от морских свинок и шиншилл, орган слуха крыс чувствителен к воздействию ароматических углеводородов. Это вызвано отличиями в обмене веществ, и токсичным действием веществ. Особенности обмена веществ у крыс делают их подходящими подопытными животными для определения ототоксичных свойств химических веществ при их воздействии на людей.
Был проведён ряд исследований сочетанного влияния шума и некоторых химических веществ, например:
1. Толуол[19];
2. Стирол[20][21];
3. Этилбензол[22];
4. Трихлорэтилен[23];
5. Монооксид углерода (СО)[24];
6. Свинец[25].

По данным, воздействие шума при 85 дБА и стирола при концентрации около 1700 мг/м3 (400 parts per million, ppm) взаимно усиливает их негативное влияние на слух (у крыс). (Примечание: предельно допустимая концентрация стирола в РФ, среднесменная и максимально разовая, 10 и 30 мг/м3. В США, Национальный институт охраны труда считает, что значения ПДК должны быть 425 и 215 мг/м3. Для шума, предельно допустимый уровень шума в РФ не 85, а 80 дБА). При проведении этих исследований использовали значительный уровень шума в сочетании с большой концентрацией вредных веществ. Это не типично для современных промышленных предприятий, поэтому использовать результаты таких исследований сложно.
Исследования показали, что воздействие этих веществ может привести к необратимому ухудшению слуха. Например, считают, что растворители повреждают волосковые клетки (Кортиев орган).
Воздействие (некоторых) химических веществ повреждает орган слуха, особенно когда оно дополняется воздействием шума. Но проведённые недавно исследования показали, что эти вещества уменьшают защитное действие акустического рефлекса (невольное сокращение мышц, которое обычно происходит при воздействии сильного шума, и которое приводит к значительному уменьшению количества акустической энергии, передаваемой от барабанной перепонки во внутреннее ухо). А нарушение работы этого рефлекса повышает воздействие акустической энергии на орган слуха во внутреннем ухе.
Проводились эпидемиологические исследования, изучавшие взаимосвязь между ухудшением слуха и сочетанным воздействием шума и промышленных растворителей. Из-за влияния на результат и других факторов, результаты этих исследований не позволяют сделать точное заключение. Но факты достаточно точно показывают, что сочетанное воздействие шума и растворителей усиливает друг друга, суммируясь, или синергетически.
Длительные (лонгитюдные) исследования сочетанного воздействия шума и низких концентраций толуола на рабочих не выявили ототоксического эффекта в таких условиях (при концентрации не выше 189 мг/м3, (50 ppm). Справочно, ПДК РФ 50 и 150 мг/м3). Случаи значительного ухудшения слуха (в таких условиях) полностью объяснялись одним лишь воздействием шума. Но, при оценке причинно-следственных связей, и определении того, что именно вызвало ухудшение, не было учтено влияние применения противошумов.
Доступная на сегодняшний день информация, полученная при проведении эпидемиологических исследований, не позволяет точно и однозначно определить влияние воздействия растворителей на ухудшение слуха. Как показано в обзорах, условия труда (тех работников), которые подвергаются сочетанному воздействию растворителей и шума — сложные. Очень часто рабочие подвергаются комплексному воздействию нескольких веществ. Кроме того, большинство этих исследований проводилось как кросс-секционные, поперечные (cross-sectional study), что затрудняет использование их результатов. Например, хронические заболевания связывают с воздействием на работников, измеренным в настоящее время. Но это воздействие в прошлом может значительно отличаться от измеренного позднее, оно могло быть гораздо больше.
В целом, информации о зависимости доза-эффект, немного. Результаты исследованных, проведённых на животных, однозначно показывают наличие влияния (растворителей на ухудшение слуха). Для прояснения ситуации необходимо провести исследования с участием людей. Но уже сейчас недопустимо исключать связь между воздействием растворителей и ухудшением слуха.
При сочетанном воздействии шума и органических растворителей, взаимно усиливающийся эффект может обнаруживаться в зависимости от того, каково воздействие шума (интенсивность, импульсивность, частота, длительность воздействия, и т. д.), и от концентрации растворителей. Результаты исследований, проведённых на подопытных животных показали, что при совместном воздействии шума и растворителей может произойти значительное ухудшение слуха — даже тогда, когда воздействие шума ниже ПДУ.

### Ототоксичные лекарственные препараты

#### Антибиотики
Антибиотики (аминогликозиды), такие как гентамицин и тобрамицин, могут проявлять ототоксичность. Но однократный ежедневный приём лекарства, и его сочетание с ацетилцистеином может защитить от ототоксичности аминогликозидов.
Приём антибиотиков (макролидов), включая эритромицин, может сопровождаться обратимым проявлением ототоксичности. Эта опасность возрастает при заболеваниях почек, при нарушениях работы печени, и после пересадки органов.

#### Диуретики
У некоторых диуретиков обнаружили побочный эффект — ототоксичность. У фуросемида он проявляется сильнее, если доза превышает 240 миллиграмм в час.
Аналогично, ототоксичность обнаружилась и у этакриновой кислоты, поэтому использование лекарства ограничили.
Степень ототоксичности буметанида ниже, чем у фуросемида.

#### Препараты для химиотерапии рака
Использование для химиотерапии, например, препаратов цисплатин и карбоплатин сопровождалось прогрессивным повышением порогов восприятия звуков высоких частот. В какой-то доле случаев это могло сопровождаться звоном в ушах (тиннитус). А при использовании схожего препарата оксалиплатин ототоксичность отмечалась реже. На риск ухудшения слуха могли влиять доза препарата, и возраст больного. У маленьких детей ототоксичность проявлялась чаще.
Для уменьшения проявления ототоксичности цисплатина можно было бы использовать амифостин,
но против его систематичного применения выступили специалисты-онкологи.
При использовании алкалоидов (винка-алкалоид), например, винкристина, наблюдалось обратимое проявление ототоксичности.

### Антисептики и дезинфицирующие вещества
После того, как в результате операции в ухе (тимпанопластика) у части больных обнаружилась нейросенсорная тугоухость, возникло подозрение, что её причиной является использование для стерилизации хлоргексидина. Ототоксичность этого вещества была подтверждена экспериментами на животных. Аналогичные исследования показали, что потенциально, ототоксичными для людей могут быть и другие вещества: уксусная кислота, пропиленгликоль, четвертичные аммониевые соединения и любые препараты на основе спирта. Но у людей мембрана круглого окна (в улитке) толще, чем у животных, и сложно определить, насколько полученные результаты применимы к человеку.

### Антидепрессанты.
Способны вызвать, как временный, так и необратимый шум в ушах.

### Другие лекарства
При приёме аспирина, хинина и других салицилаты может возникнуть сильный звон в ушах, и утрата слуха (в обеих ушах). Но обычно это ухудшение не постоянно, а обратимо (после прекращения приёма лекарств).
Исследования показали, что на опасность ухудшения слуха при приёме ототоксичных лекарств предшествовавшее воздействие шума не влияет.
По мнению Американской академии аудиологии, больным, принимающим ототоксичные лекарства, следует избегать чрезмерного воздействия шума — и во время лечения, и спустя несколько месяцев после его окончания. По мнению авторов, одновременное воздействие аминогликозидов и шума может усилить ототоксичность. Приём опиатов в сочетании с сильным воздействием шума может увеличить ототоксичность.

## Лечение
Нейросенсорная тугоухость неизлечима. Если она развивается из-за приёма ототоксичных лекарств, и если прекращение их использования менее опасно, чем ухудшение слуха — рекомендуется прекратить их применение.
При воздействии ототоксичных веществ (и лекарств) необходимо следить за состоянием слухового анализатора. Это позволит выявить потенциально возможное ухудшение здоровья на ранних стадиях, и предотвратить его развитие. Для этого Американская академия аудиологии рекомендует использование отоакустической эмиссии или измерение порогов восприятия звуков высоких частот (аудиометрию). Для мониторинга необходимо провести начальную, «базовую» проверку до начала воздействия вредных веществ, или сразу после начала воздействия. Затем проверки повторяют. При приёме ототоксичных лекарств лечащий врач должен сопоставить эффективность лечения заболевания с состоянием органа слуха при принятии дальнейших решений.
Если утрата слуха всё же произошла, рекомендуется использовать слуховые аппараты и кохлеарные имплантаты. Но это не восстанавливает здоровье, а лишь облегчает жизнь пострадавшему работнику.
В некоторых случаях воздействие ототоксичных вредных веществ ухудшает слух, но при прекращении воздействия происходит улучшение. А если повреждение слухового анализатора стало постоянным, его нельзя вылечить.
В то же время исследование показало, что у подопытных животных произошло восстановление кохлеарного нерва и соответственно, есть надежда, что это возможно и у людей.

## Ситуация в РФ
В США около 22 млн человек работает в условиях превышения ПДУ по шуму, и из них от 5 до 10 млн. (22÷45 %) одновременно подвергаются воздействию и ототоксичных веществ.
В ежегодных Государственных докладах Роспотребнадзора отсутствуют точные сведения о количестве работающих в условиях превышения ПДУ по шуму (по данным Росстата, воздействию шума, ультразвука и инфразвука (вместе) в опасной степени подвергается более 11 млн работников). Информации о числе работников, подвергающихся воздействию ототоксичных вредных веществ нет ни в этих докладах, ни в других материалах, публикуемых Роспотребнадзором; и даже приближенная оценка количества рабочих, подвергающихся сочетанному воздействию шума и ототоксичнных вредных веществ — затруднена.
Эта ситуация, в целом, аналогична тенденции не регистрации подавляющего большинства профессиональных заболеваний, и тенденции сокрытия информации о воздействии на рабочих промышленных канцерогенных веществ:
… Например, «в интересах производства» практически не изучаются (даже не регистрируются) целые группы крайне опасных для здоровья веществ, преднамеренно замалчиваются последствия рисков … 
В ряде публикаций специалисты предложили пересмотреть сравнительно жёсткие ограничения действующих санитарных норм. Авторы предложили повысить ПДУ до 85 дБА. При этом защита здоровья работников, подвергающихся одновременному воздействию шума и ототоксичных веществ даже не упоминались; при обосновании были некорректно процитированы источники информации.